# Mike Parson
Michael Lynn Parson (født 17. september 1955) er en amerikansk politiker, der siden 2018 har været guvernør i delstaten Missouri. Parson er medlem af det republikanske parti og overtog guvernørposten, da tidligere guvernør Eric Greitens trådte tilbage, da han på det tidspunkt var viceguvernør. Parson sad i resten af Greitens' embedsperiode og blev valgt som guvernør på egen hånd i 2020.
Parson sad i Missouris Repræsentanternes Hus fra 2005 til 2011 og i Missouris Senat fra 2011 til 2017. Han blev valgt til viceguvernør i 2016 og overtog guvernørposten 1. juni 2018 efter Greitens' fratræden.
Som guvernør har Parson underskrevet et lovforslag, der kriminaliserer abort efter otte ugers graviditet, og han har modsat sig udvidet Medicaid-dækning.
Mike Parson er født i landsbyen Wheatland, Missouri og voksede op på en gård. Han blev student fra Wheatland High School i 1973. 19 år gammel meldte han til den amerikanske hær. Han gjorde tjeneste i militærpolitiet og var udstationeret i Tyskland og på Hawaii. Parson var valgt sheriff i Polk County, Missouri fra 1993 til 2005 og drev sideløbende to benzinstationer og et mindre landbrug i Bolivar.